# Quintanilla del Olmo
Quintanilla del Olmo – gmina w Hiszpanii, w prowincji Zamora, w Kastylii i León, o powierzchni 12,71 km². W 2011 roku gmina liczyła 38 mieszkańców.